# Кваліметрія продукції
Кваліметрíя (англ. qualimetry, нім. Qualimetrie f) (лат. Quales - якість + грец. Μετρέω - міряю) — наука про оцінку якості об'єктів, вивчає та реалізує методи і засоби кількісної оцінки якості продукції. Термін запропонований групою радянських вчених в 1968 році.  Сьогодні кваліметрію розглядають як частину теорії прийняття рішень.
Сьогодні за допомогою апарату кваліметрії почали оцінювати якість праці, якість працівника, якість освіти тощо. Можна вважати, що кваліметрія перетворюється в загальну науку про вимірювання, оцінку об'єктів різної природи - матеріального й нематеріального продукту, явища, процесу.
Кваліметрія передбачає структурування об'єкта вивчення (об'єкт у цілому - перший рівень спільності), поділ його на складові частини (другий рівень), які у свою чергу поділяються на частини (третій рівень) і т. д. При цьому виходить ієрархічна система, що зазвичай відображається схемою чи таблицею. Далі виконується оцінка експертами або іншим шляхом («вимірювання») кожної складової та встановлення її вагомості (важливості) й, нарешті, поєднання цих оцінок за певними правилами в загальну оцінку об'єкта.